# Mitsuhirato
Mitsuhirato es un personaje de Las aventuras de Tintín, serie de cómics escritos y dibujados por Hergé. Es un ciudadano japonés que actúa como agente doble en el libro El Loto Azul. Posee una tienda de moda femenina en Shanghái, pero también está involucrado en el tráfico de drogas bajo el mando de Rastapopoulos, al mismo tiempo que trabaja para el Gobierno japonés. Mitsuhirato es, junto con otros personajes japoneses, caracterizado como una persona intrigante y malvada que explota la situación de turbulencia política en que se encuentra China para provecho suyo y de su país. Es también un agente del gobierno japonés y, como presencia Tintín, un agente prominente en el Incidente de Mukden, según se desarrolla la historia en El Loto Azul.
Mitsuhirato intenta repetidas veces provocar el asesinato de Tintin, y finalmente trata de inducirle la locura inyectándole el ficticio veneno "radjadjah" (véase Los cigarros del faraón). Tras sus fallos, trata de matar a Tintín con su cuchillo, descubriendo que le ha sido sustituido por un cuchillo de latón y el veneno reemplazado por agua, por orden de Wang Yen-Chi. Después de que sus planes han sido frustrados, se suicida haciéndose el hara-kiri.